# Білопавутинник бульбистий
Білопавутинник бульбистий (Leucocortinarius bulbiger) — рідкісний вид з диз'юнктивним ареалом, єдиний представник роду білопавутинник (Leucocortinarius). Гриб класифіковано у 1945 році.

## Будова
Напівкуляста м'ясиста бурувато-кремова шапка діаметром 5–8 см з залишками покривала посередині та по краю у вигляді білуватих павутинистих пластівців. Тонкі негусті, спочатку білі, згодом глинисто-коричнюваті пластинки прирослі зубцем. Веретеноподібно-еліпсоподібні гладенькі товстостінні безбарвні пори 7–9×4–5 мкм. Споровий порошок білуватий. Підсихаючи, стає блідо-вохристим. Ніжка звужується догори. Розміром 5–10×0,7–1 см. Білувата суцільна основа бульбоподібно розширена — до 2,5–3 см. У верхній частині має білувате павутинисте кільце, яке швидко зникає. Білий щільний м'якуш без особливого запаху та смаку. Пряжки є.

## Життєвий цикл
Плодові тіла з'являються у вересні — жовтні.

## Поширення та середовище існування
Європа, Азія та Північна Америка. В Україні відомий із Західного та Лівобережного Лісостепу, Старобільського злаково-лучного Степу та Гірського Криму. Росте на ґрунті в хвойних та листяних лісах. Трапляється поодиноко та невеликими групами.

## Практичне використання
Їстівний гриб.

## Природоохоронний статус
Включений до третього видання Червоної книги України (2009 р.).